# Bactra diachorda
Bactra diachorda es una especie de polilla del género Bactra, categorizada en la tribu Olethreutini, de la subfamilia Olethreutinae.

## Distribución
Se distribuye por Brasil.

## Taxonomía
Fue descrita por Meyrick en 1932 y publicada en (Bactra), Exotic Microlepid. 4: 308.